# Dirty Harry
Dirty Harry är en amerikansk actionfilm från 1971 med Clint Eastwood i huvudrollen.

## Handling
Filmen handlar om en seriemördare, som kallar sig "Scorpio" som delvis är baserad på den verkliga "Zodiac Killer", som skickar ett brev till San Francisco-polisen där han förklarar att han gladeligen mördar en person om dagen om de inte betalar honom 100 000 dollar inom 24 timmar. Det blir upp till inspektör "Dirty" Harry Callahan att hitta mördaren innan någon mer faller offer för honom.

## Om filmen
- Filmen hade svensk premiär 6 februari 1972 på Palladium och Göta Lejon i Stockholm.
- Dirty Harry är den första filmen i en serie av fem filmer, där Clint Eastwood spelar polisen "Dirty" Harry Callahan i San Francisco.
- Rollen som Harry Callahan var från början tilltänkt för Frank Sinatra men skrevs senare om för att kunna passa Clint Eastwood.
- Vid den svenska premiären ansåg Statens biografbyrå att filmen behövde kortas på sex ställen med sammanlagt två minuter och fyrtiotvå sekunder för att inte skadligt påverka vuxna människor över 15 år. Bland annat togs hela scenen på slutet bort då Harry upprepar den berömda nyckelrepliken med frågan om hur många gånger han just skjutit.

## Skådespelare i urval
- Clint Eastwood - Insp. Harry Callahan
- Harry Guardino - Lt. Al Bressler
- Reni Santoni - Insp. Chico Gonzalez
- John Vernon - Borgmästaren
- Andrew Robinson - Scorpio Killer